# Bloedbroeders (film)
Bloedbroeders is een Nederlandse telefilm uit 2008, geregisseerd door Arno Dierickx en gebaseerd op de Baarnse moordzaak.

## Verhaal
De 16-jarige Simon (Erik van Heijningen) wil zich bewijzen tegenover de rijke broers Arnout en Victor van Riebeeck (Matthijs van de Sande Bakhuyzen en Derk Stenvers). Op het landgoed van de broers brengen ze de tijd door met tennissen en plaatjes draaien. Ondertussen houden ze op de zolder van de villa het veertienjarige schoffie Ronnie Fennis (Sander van Amsterdam) verborgen, die een brommer heeft gestolen en daarom op de vlucht is voor de politie - en die er door zijn gewelddadige vader met de riem van langs krijgt. Ronnie vreest naar een tuchtschool gestuurd te worden wanneer hij terug zou keren naar huis. De jongens weten hun aanvankelijk welkome, maar steeds meer als een last ervaren gast goed te verbergen. Als Ronnie uiteindelijk zo onaardig wordt dat de jongens hem op straat willen zetten, dreigt hij de politie te vertellen dat ze medeplichtig waren bij de brommerroof. Daarmee bezegelt hij zijn doodvonnis, want de broers durven hem niet meer op straat te zetten. Na enkele onbeholpen, mislukte pogingen weet Arnout met bereidwillige hulp van Simon de jongen om het leven te brengen. Het lichaam wordt in een oude put gegooid en bestrooid met zwavelpoeder wat het ontbindingsproces zou moeten versnellen. De film begint echter met de vondst van het geraamte, wat de nieuwsgierigheid overbrengt van de moord naar het motief ervoor. De film lijkt het motief te leggen in de angst voor het aan het licht komen van onvolkomenheden van de hoofdpersonen en een ongelooflijke onverschilligheid voor andermans leven bij de 'hogere standen'.

## Rolbezetting
| Acteur                          | Personage              |
| ------------------------------- | ---------------------- |
| Erik van Heijningen             | Simon Bakker           |
| Matthijs van de Sande Bakhuyzen | Arnout van Riebeeck    |
| Derk Stenvers                   | Victor van Riebeeck    |
| Sander van Amsterdam            | Ronnie Fennis          |
| Carolien Spoor                  | Frederique             |
| Pierre Bokma                    | Vader van Riebeeck     |
| Betty Schuurman                 | Moeder van Riebeeck    |
| Daan van Dijsseldonk            | Diederick van Riebeeck |
| Dimme Treurniet                 | Vader Bakker           |
| Marthe-Geke Bracht              | Moeder Bakker          |
| Sterre Herstel                  | Erika                  |
| Daan Theeuwes                   | De Beaufort            |
| Jim Deddes                      | Semijns                |
| Jan-Peter IJkelenstam           | Tamminga               |
| Dirk Hanseler                   | Vriens                 |
| Raymond Thiry                   | Pa Fennis              |
| Dennis Overeem                  | politieagent           |
| Bert Geurkink                   | Leraar Klassieke Talen |

## Werkelijkheidsgehalte
De film is geen weergave van de feitelijke gebeurtenissen. Hij gaat vooral over de vijf weken voorafgaande aan de moord, toen het viertal gezamenlijk bivakkeerde op de zolder van de villa. De makers waren niet bekend met de dossiers welke werden opgesteld na onderzoek tijdens het voorarrest van de drie verdachten, voorafgaande aan het proces, in de periode 1961-maart 1963. Deze dossiers zijn altijd gesloten gebleven en kwamen ook nauwelijks aan de orde tijdens het openbare proces. Daarbij ging het uitsluitend om de moord: een strafbaar feit, wie zijn de daders en welke straf moet worden toegepast.
In de film wordt nu bijvoorbeeld een meisje opgevoerd (Frederique) die de hormonen van de jongens op hol doet slaan. De oudste van de rijke broers (Arnout, in de film) is een vlotte verwende corpsbal met veel charisma en een talent in het versieren van meisjes. In werkelijkheid waren er echter geen meisjes bij aanwezig of bij betrokken.